# Mohács
Mohács (în croată Mohač, în română Mohaci) este un oraș în districtul Mohács, județul Baranya, Ungaria, având o populație de 17.978 de locuitori (2011).

## Demografie
Componența etnică a orașului Mohács
     Maghiari (82,56%)
     Germani (9,48%)
     Croați (3,85%)
     Romi (2,96%)
     Necunoscut (0,47%)
     Alții (0,67%)
Componența confesională a orașului Mohács
     Romano-catolici (53,66%)
     Fără religie (11,38%)
     Reformați (4,27%)
     Necunoscută (28,49%)
     Alte religii (3,21%)
Conform recensământului din 2011, orașul Mohács avea 17.978 de locuitori. Din punct de vedere etnic, majoritatea locuitorilor (82,56%) erau maghiari, existând și minorități de germani (9,48%), croați (3,85%) și romi (2,96%). Apartenența etnică nu este cunoscută în cazul a 0,47% din locuitori.  Din punct de vedere confesional, majoritatea locuitorilor (53,66%) erau romano-catolici, existând și minorități de persoane fără religie (11,38%) și reformați (4,27%). Pentru 28,49% din locuitori nu este cunoscută apartenența confesională.